# Сопутствующий ущерб

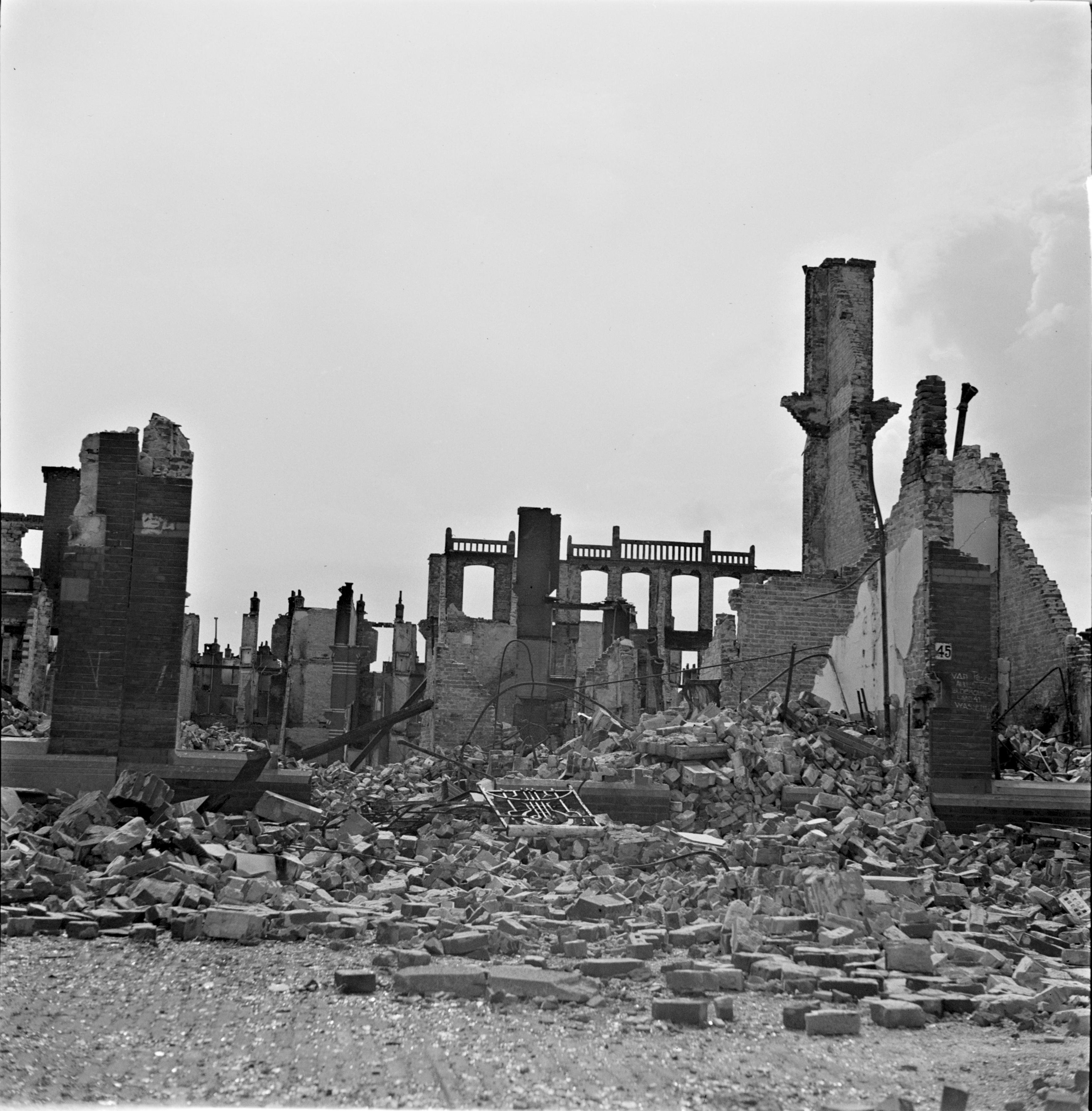
Руины после ошибочной бомбардировки Безёйденхаута союзниками в 1945 году, в результате которой погибло более 500 голландских мирных жителей.

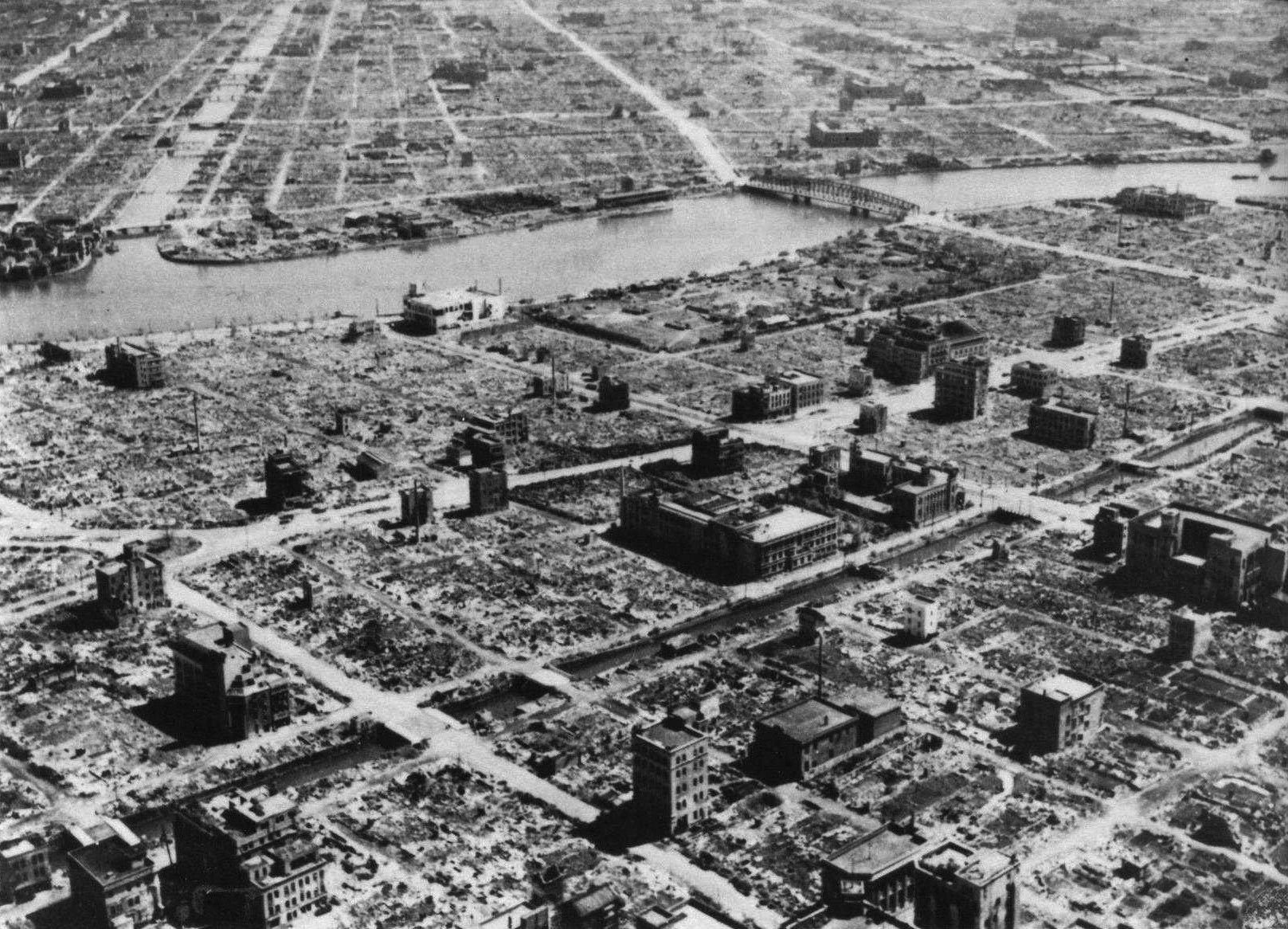
Токио после массированной бомбардировки в ночь с 9 на 10 марта 1945 года, самого разрушительного налета в истории военной авиации. В результате бомбардировки погибло около 100 тыс. мирных жителей.

Сопутствующий ущерб (англ. collateral damage) — ущерб, возникший случайно в ходе атаки намеренной цели. Обычно сопутствующим ущербом обозначается случайное убийство гражданских лиц или уничтожение гражданского имущества.

## Этимология
Военно-воздушные силы США определили этот термин следующим образом:
- Неумышленный или дополнительный ущерб, нанесённый оборудованию, боевой технике или личному составу вследствие военных действий, целенаправленных против вооружённых сил или оборудования врага. Может быть нанесён своим, нейтральным или враждебным силам.

Другой документ Министерства обороны США использует следующее определение:
- Неумышленный или дополнительный ущерб, нанесённый людям или объектам, которые на тот момент не являлись правомерной военной целью. Такого рода ущерб не является незаконным, поскольку не является чрезмерным, учитывая военное преимущество, обретённое с помощью военного действия.

## Невоенное использование фразы
Термин «сопутствующий ущерб» также был заимствован компьютерным сообществом для обозначения отказа в обслуживании законных пользователей при защите от различных угроз.

## Споры
Военные США используют этот термин в отношении непреднамеренного или случайного повреждения имущества гражданских лиц и небоевых потерь.
Во время Второй мировой войны широко распространённые жертвы среди гражданского населения и повреждение гражданской собственности были вызваны стратегической бомбёжкой вражеских городов. Если намерение стратегической бомбёжки состояло в том, чтобы разрушить военную промышленность врага, то жертвы среди гражданского населения назвали сопутствующим ущербом. Учитывая низкую точность бомбёжки во времена Второй мировой войны, жертвы среди гражданского населения были неизбежны.

## Международное гуманитарное право
Статья 8(2) Дополнительного Протокола к Женевским конвенциям от 12 августа 1949 года, касающегося защиты жертв международных вооружённых конфликтов Международным гуманитарным правом, предусматривает уголовную ответственность за:
Умышленное совершение нападения, когда известно, что такое нападение является причиной случайной гибели или увечья гражданских лиц или нанесение ущерба гражданским объектам или обширного, долгосрочного и серьёзного ущерба окружающей природной среде, который будет явно несоизмерим с конкретным и прямым ожидаемым общим военным превосходством.